# Guerra Civil na Guiné-Bissau
A Guerra civil na Guiné-Bissau, também conhecida como Guerra de 7 de Junho, foi um conflito na Guiné-Bissau. Foi desencadeado por um golpe de Estado contra o Presidente João Bernardo "Nino" Vieira, liderado pelo General de Brigada Ansumane Mané a 7 de Junho de 1998, prolongando-se até 10 de Maio de 1999.
As forças governamentais, apoiadas pelos Estados vizinhos, confrontaram os líderes do golpe militar que rapidamente haviam conquistado controlo quase total sobre as Forças Armadas do país. O conflito causou a morte de centenas, possivelmente milhares de pessoas, e a deslocação forçada de centenas de milhar.
Um acordo de paz foi eventualmente negociado em Novembro de 1998, permitindo um governo de união nacional, e a realização de novas eleições no ano seguinte. No entanto, um breve surto do conflito ocorrido em Maio de 1999 terminou com a deposição de Nino Vieira a 10 de Maio de 1999, e com a assinatura por este de uma rendição incondicional.

## Antecedentes

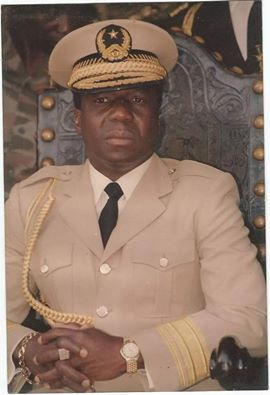
João Bernardo "Nino" Vieira, Presidente da Guiné-Bissau entre 1980 e 1999

A Guiné-Bissau conquistou a independência do domínio português em 1974, após uma guerra pela independência ao longo de onze anos e meio. Em Janeiro de 1998 foram mortos dez guerrilheiros do Movimento das Forças Democráticas de Casamança (MDFC), um grupo rebelde separatista da região de Casamansa, no Senegal, e outros quarenta foram feitos prisioneiros, após confrontos com as Forças Armadas da Guiné-Bissau em duas cidades da fronteira norte da Guiné-Bissau.
As Forças Armadas colocaram reforços ao longo da fronteira com Casamansa de modo a impedir a entrada dos separatistas no país. Em fins de Janeiro, após a captura de um esconderijo de armas na Guiné-Bissau, vários membros das Forças Armadas foram presos, acusados de fornecer armamento aos separatistas de Casamansa.
A 30 de Janeiro de 1998, o Ministro da Defesa da Guiné-Bissau anunciou a suspensão do Chefe do Estado-Maior das Forças Armadas, General de Brigada Ansumane Mané, acusado de negligência no cumprimento das suas funções, uma vez que o armamento confiscado alguns dias antes era proveniente de um depósito militar das Forças Armadas da Guiné-Bissau.
Em Março de 1998, na sequência de protestos dos partidos da oposição sobre atrasos na organização de eleições legislativas, foi estabelecida uma comissão nacional eleitoral independente, as eleições previstas para Julho desse ano. Em Abril desse ano, Mané acusou publicamente o Ministro da Defesa e um grupo de oficiais das Forças Armadas de envolvimento no tráfico de armas para os separatistas de Casamansa. No sexto congresso do Partido Africano para a Independência da Guiné e Cabo Verde (PAIGC), realizado em Maio de 1998, o então Presidente João Bernardo "Nino" Vieira foi reeleito presidente do partido.
A permanência no poder de Nino Vieira como Presidente da República do país ao longo de 18 anos terá sido uma das principais motivações à adesão da maioria da população do país ao levantamento militar de 7 de junho de 1998, considerando-o como o renovar das esperanças.
Segundo Afonso Té,  coronel na reserva, e à época vice-Chefe de Estado-Maior General das Forças Armadas e um dos altos oficiais militares que esteve ao lado de Nino Vieira, os factores políticos foram as causas essenciais do conflito, tendo as Forças Armadas sido "vítimas (...) de uma disputa interna dentro do PAIGC, agravada com a intervenção da parte da oposição”. Afonso Té qualifica Malam Bacai Sanha, então Presidente do Parlamento, e posteriormente Presidente da República, como o mestre de toda a jogada, afirmando ser falsa a questão geracional que então se levantara dentro das Forças Armadas como sendo uma das razões do conflito. Afonso Té mantém que Nino Viera foi vítima de intriga vinda dos seus próprios camaradas de luta, associada a interesses políticos no seio do PAIGC e da oposição guineense. Segundo Afonso Té, Nino Vieira "teve descuidos enormes, porque nós avisámos. À medida que os sinais apareciam fomos produzindo informações sobre esses sinais. Mas, entretanto, eles conseguiram o convencer que nós estávamos a o meter em problemas e ele não escutava. Já havia uma predisposição para guerra, o PAIGC estava armado para desencadear esta guerra, só que não estavam preparados para uma guerra civil. Estavam preparados para um Golpe de Estado”.
Por outro lado, José Zamora Induta, contra-almirante da Marinha da Guiné-Bissau, e então porta-voz da Junta Militar de Ansumane Mané, havia efectivamente um mal-estar dentro dos quartéis, sendo exemplo disso as primeiras legislações sobre as Forças Armadas, nomeadamente o estatuto e a lei de base da organização das Forças Armadas, que somente apareceram após o levantamento de 7 de Junho de 1998.

## Golpe de Estado e guerra civil (1998-1999)

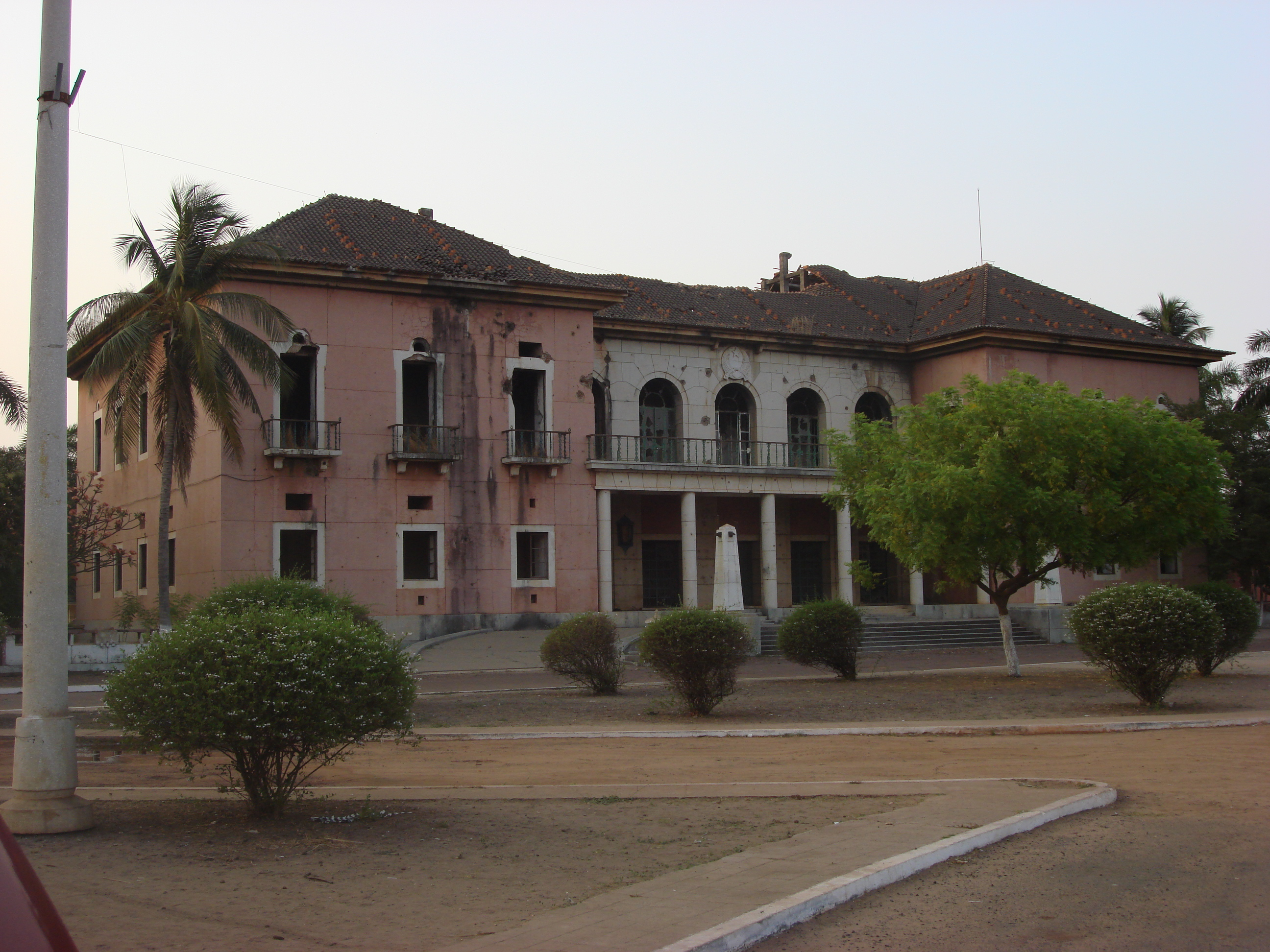
Palácio Presidencial em Bissau, destruído e abandonado durante a Guerra Civil (foto de 2007)

Nino Vieira demitiu o já suspenso Ansumane Mané, nomeando o General Humberto Gomes para o substituir a 6 de Junho de 1998. A 7 de Junho, tropas revoltosas lideradas por Ansumane Mané tomaram o controlo de quartéis militares em Bissau, assim como outras posições estratégicas na cidade, incluindo o Aeroporto Internacional Osvaldo Vieira. Mané exigiu então a resignação de Nino Vieira e da sua administração, e a realização de eleições livres e democráticas. Com o apoio de 1.300 soldados do Senegal, e da Guiné, tropas leais ao governo tentaram sem sucesso voltar a ganhar o controlo de áreas tomadas pelos rebeldes, seguindo-se um feroz combate.
Nos dias seguintes, mais de 3000 cidadãos estrangeiros foram evacuados da capital, Bissau, por barco até o Senegal. Um número estimado de 200 mil residentes de Bissau fugiu da cidade, levando a que se receasse um desastre humanitário, com as hostilidades impedindo organizações humanitárias de distribuir rações de emergência e suprimentos médicos aos refugiados. Os combates continuaram ao longo de Julho, com muitos membros das Forças Armadas da Guiné-Bissau alegadamente desertando para o lado revoltoso.
A 26 de Julho,após mediação levada a cabo por uma delegação da Comunidade dos Países de Língua Portuguesa (CPLP), o governo e os rebeldes concordaram em declarar tréguas. A 25 de Agosto, representantes do governo e dos rebeldes encontraram-se sob os auspícios da CPLP e da Comunidade Económica dos Estados da África Ocidental (CEDEAO) na Ilha do Sal, em Cabo Verde, onde acordaram transformar a trégua existente num cessar-fogo. O acordo previa a reabertura do Aeroporto Internacional, e a colocação de forças internacionais por forma a manter e supervisionar o cessar-fogo.
Em Setembro de 1998 foram retomadas as conversações entre o governo e as forças rebeldes Abidjan, na Costa do Marfim. Os rebeldes exigiram a retirada de todas as forças senegalesas e da Guiné como pré-condição para um acordo de paz definitivo, pretensão rejeitada pelo governo. os rebeldes, por seu lado, rejeitaram uma proposta para o estabelecimento pelo Senegal de uma zona-tampão no interior do território da Guiné-Bissau, ao longo da fronteira com Casamansa.

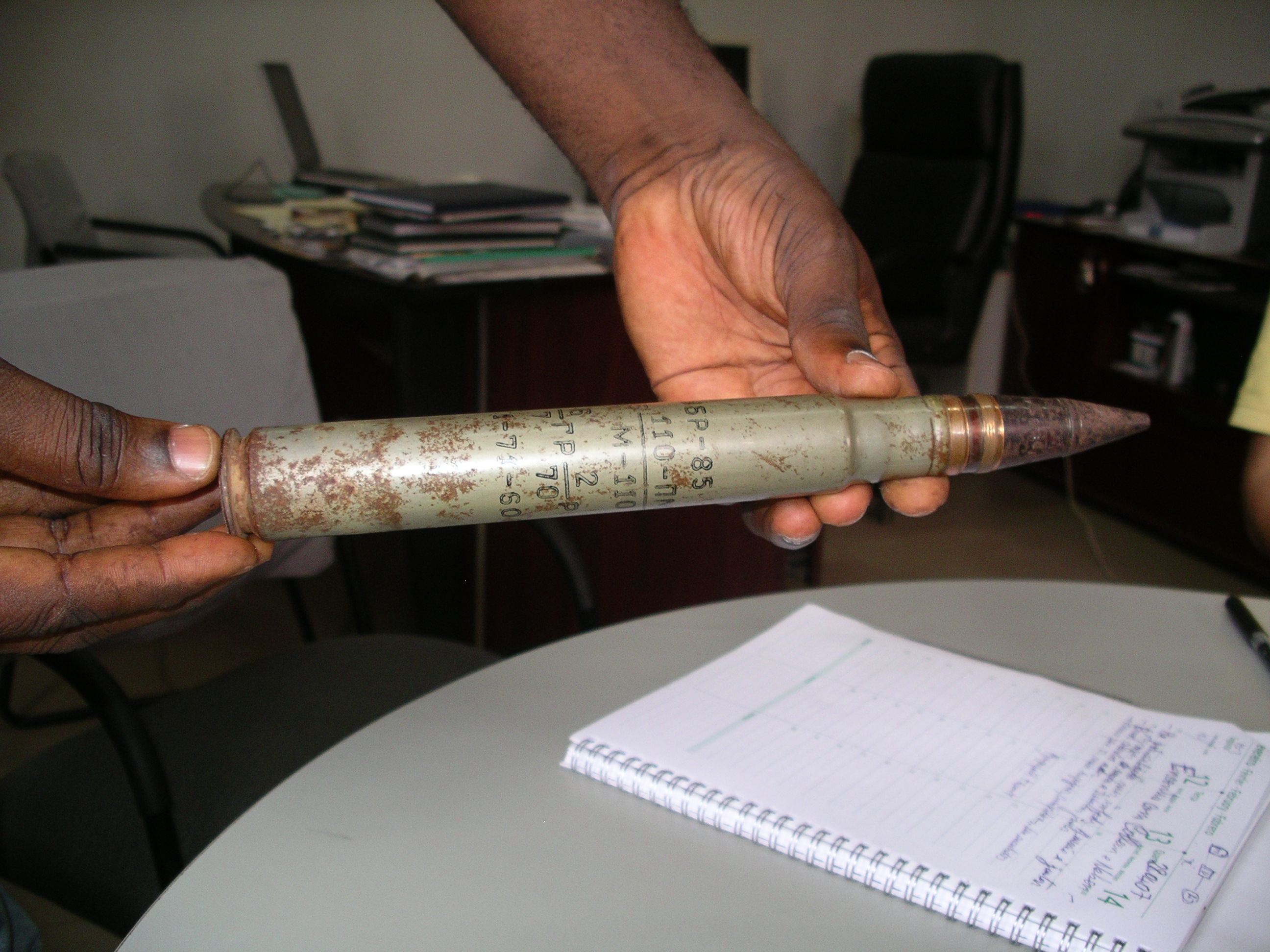
Projectil usado durante a Guerra Civil de 1998

Em Outubro os rebeldes concordaram com a proposta do governo para a criação de uma zona desmilitarizada separando as forças opostas na capital, Bissau. Antes que a proposta pudesse ser formalmente endossada, o cessar-fogo colapsou ao surgirem confrontos na capital e várias outras cidades. A 20 de Outubro o governo decretou o recolhimento obrigatório em todo o país, e no dia seguinte o Presidente Nino Vieira declarou um cessar-fogo unilateral.
Por essa altura praticamente todas as tropas governamentais haviam se juntado às forças rebeldes, que se supunha controlarem aproximadamente 99% do país. A 23 de Outubro, Ansumane Mané concordou em respeitar uma trégua de 48 horas, de modo a permitir que Nino Vieira clarificasse as suas propostas para um acordo de paz negociado, sendo acordada a realização de conversações directas entre as partes em Banjul, na Gâmbia. Durante as conversações, que tiveram lugar a 29 de Outubro, os rebeldes confirmaram que não tinham intenção de pedir a resignação de Nino Vieira.
Conversações posteriores tiveram lugar sob a égide da CEDEAO, em Abuja, na Nigéria, resultando na assinatura de um acordo de paz a 1 de Novembro. Segundo os termos do acordo, as duas partes reafirmavam o cessar-fogo de 25 de Agosto, e decidiam que a retirada das tropas do Senegal e da Guiné seria conduzida simultaneamente com a colocação de um Brigada de Supervisão de cessar-fogo da CEDEAO (ECOMOG), garantindo a segurança na fronteira com o Senegal.
Foi igualmente acordado que um Governo de União Nacional seria estabelecido, com a inclusão de representantes dos rebeldes, e que eleições presidenciais e legislativas teriam lugar o mais tardar em Março de 1999. No início de Novembro de 1998 foi conseguido um acordo sobre a composição de uma comissão executiva conjunta com a missão de implementar o acordo de paz. Mais tarde nesse mês, a comissão aprovou a estrutura de um novo governo, que seria composto de dez ministros e sete secretários de estado.
A 3 de Dezembro, Francisco Fadul foi nomeado Primeiro-Ministro, e mais tarde nesse mês Vieira e Mané chegaram a acordo sobre a alocação de portfólios para ambos os lados. O primeiro contingente de 100 tropas da ECOMOG chegou no fim de Dezembro. Ao mesmo tempo, o Conselho de Segurança das Nações Unidas adoptou a Resolução 1216, que chamava ambas as partes a formar um governo de união nacional, e a realizar eleições pelo fim de Março de 1999.

### 1999

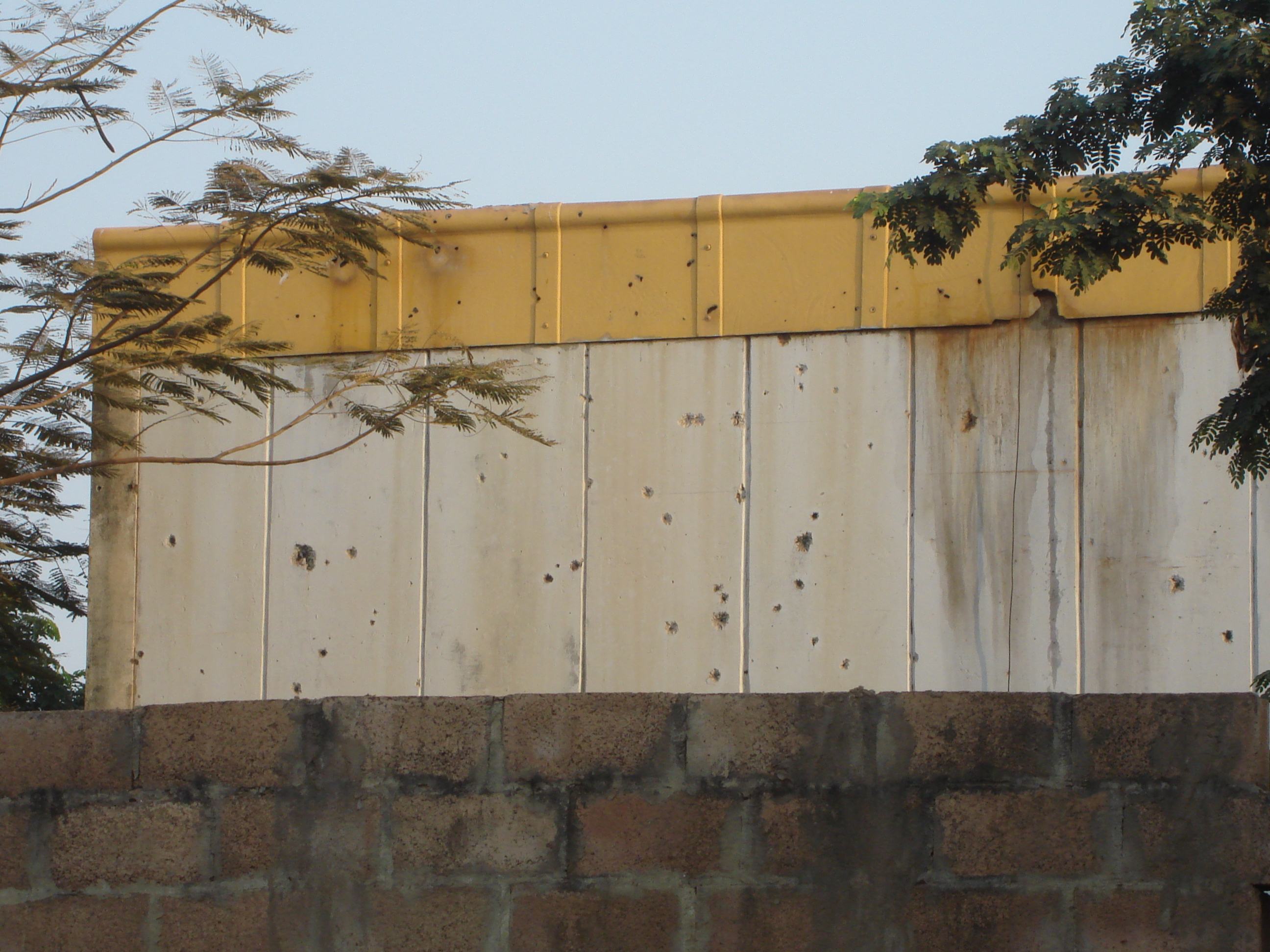
Buracos causados por balas durante o conflito e 1998 numa parede em Bissau (2007)

Em janeiro de 1999, Fadul anunciou que as eleições presidenciais e legislativas não ocorreriam em Março, tal como previsto no acordo de Abuja, e que seriam adiadas para o final desse ano. Também em Janeiro o governo, os rebeldes e o CEDEAO chegaram a acordo sobre a quantidade de efectivos da força de interposição da ECOMOG, que deveria compreender cerca de 710 tropas. Foi igualmente atingido um acordo sobre um calendário para a retirada da Guiné-Bissau das tropas do Senegal e da Guiné.
No fim de janeiro de 1999, regressaram as hostilidades à capital, resultado em numerosas fatalidades, e no deslocamento de 250 mil residentes. A 9 de fevereiro, conversações entre o governo e os rebeldes produziram um acordo de cessar-fogo que previa a retirada imediata das tropas do Senegal e da Guiné.
Numa reunião realizada a 17 de fevereiro em Lomé, no Togo, Nino Vieira e Ansumane Mané comprometeram-se a nunca mais recorrer ao conflito armado. A 20 de fevereiro o novo Governo de União Nacional foi anunciado. O desarmamento das tropas rebeldes e leais ao Presidente, tal como previsto no acordo de Abuja, começou no início de março. A retirada das tropas do Senegal e da Guiné completou-se nesse mês, após a extensão do prazo limite de 28 de fevereiro para 16 de março, devido a problemas logísticos.
Em abril, a Assembleia Nacional Popular divulgou um relatório em que exonerava Mané das acusações de tráfico de armas para os rebeldes de Casamansa. Embora o relatório, que estava pronto para divulgação em junho de 1998, quando as hostilidades começaram, apelasse à recolocação de Mané como Chefe de Estado-Maior das Forças Armadas, revelou que a guarda presidencial do Presidente Nino Vieira havia estado fortemente implicada no tráfico de armas. Foi em seguida estabelecido o Gabinete das Nações Unidas para o Suporte à Consolidação da Paz na Guiné-Bissau para monitorizar as eleições gerais e a implementação do Acordo de Abuja.

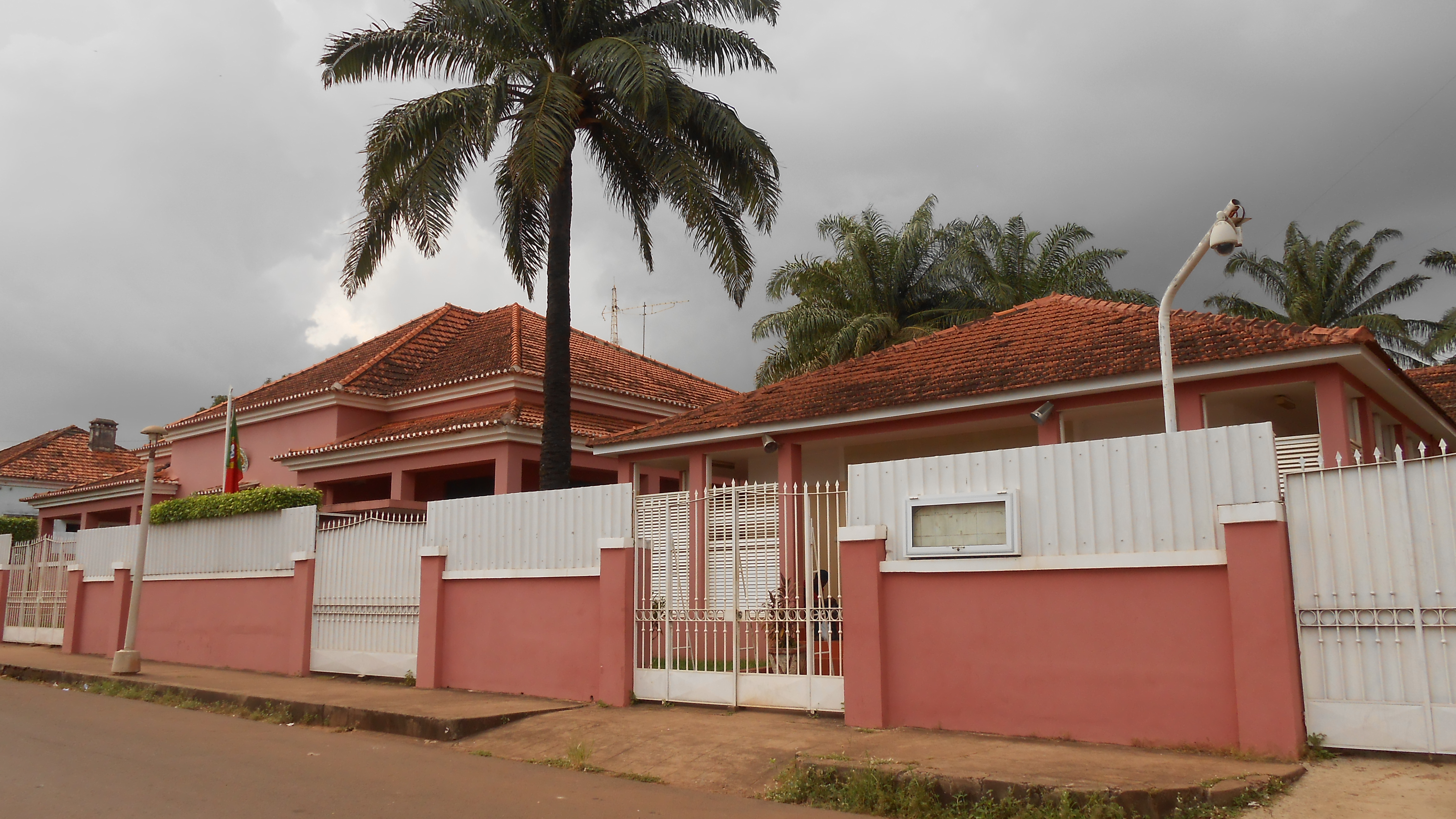
Embaixada de Portugal em Bissau

### Segundo golpe (Maio de 1999)
No início de Maio de 1999, Nino Vieira anunciou que ocorreriam eleições presidenciais e legislativas a 28 de Dezembro, mas foi deposto pela junta militar rebelde a 7 desse mês, perante a condenação generalizada da comunidade internacional. No dia anterior haviam eclodido confrontos em Bissau, quando tropas rebeldes capturaram depósitos de armas que se encontravam no Aeroporto Internacional desde o desarmamento das forças rivais em Março desse ano.
Os rebeldes, que afirmaram que as suas acções haviam sido causadas pela recusa de Nino Vieira de permitir que a sua guarda presidencial fosse desarmada, rodearam o Palácio Presidencial e forçaram a sua rendição. Nuno Vieira refugiou-se em seguida na Embaixada de Portugal em Bissau, onde a 10 de Maio assinou a sua rendição incondicional.

## Desenvolvimentos posteriores

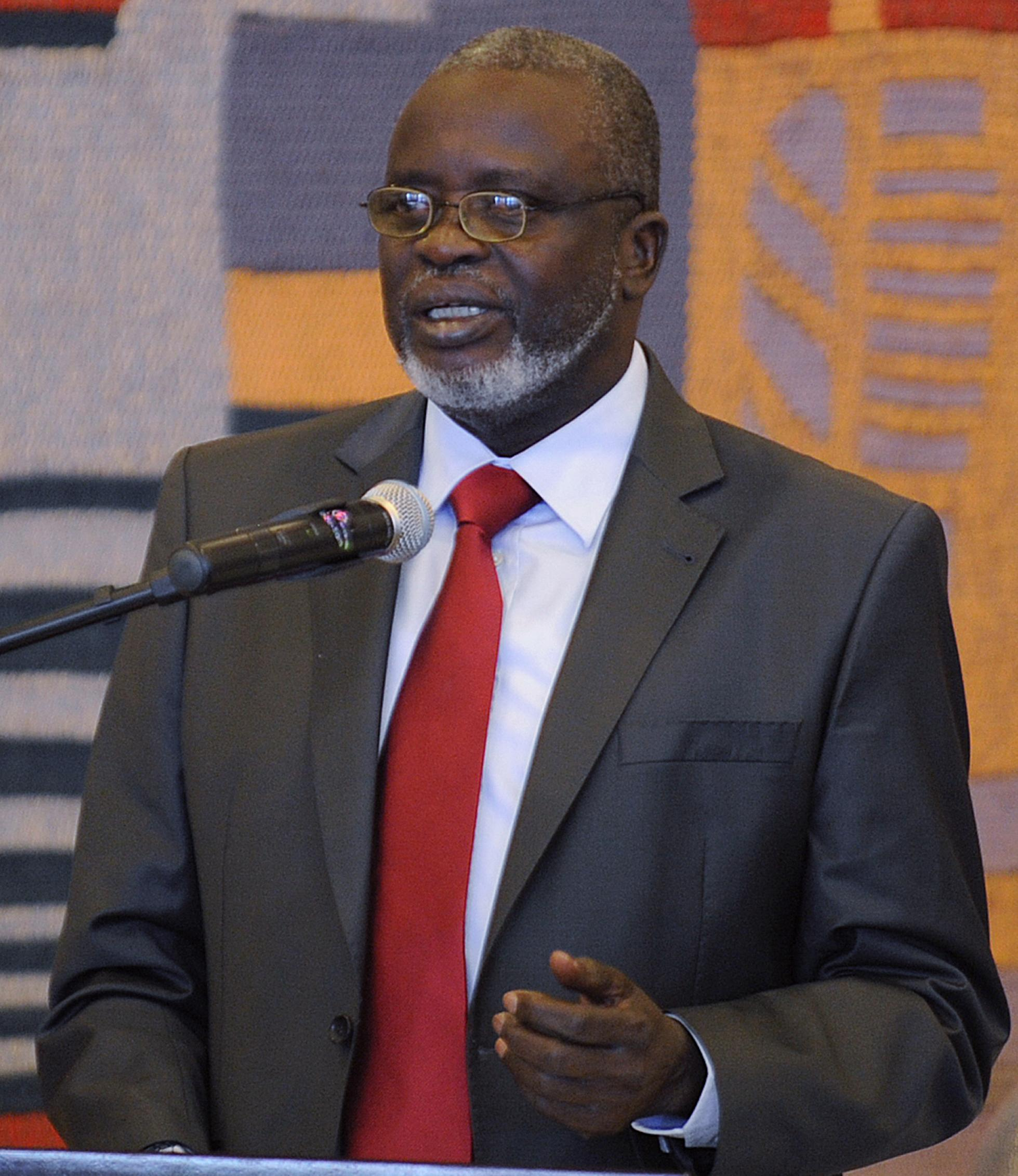
Malam Bacai Sanhá

Após refugiar-se na embaixada portuguesa, Nino Vieira exilou-se em Portugal.
O Presidente da Assembleia Nacional Popular, Malam Bacai Sanhá, foi nomeado Presidente da República interino até à realização de eleições. O Governo de União Nacional, incluindo os ministros nomeados por Nino Vieira, permaneceu em funções. Num encontro dos corpos dirigentes do PAIGC que ocorreu naquele mês, Manuel Saturnino da Costa foi designado para substituir Nino Vieira como líder do partido.
Num encontro tripartido realizado no final de Maio entre representantes do governo, a junta militar e os partidos políticos, foi acordado que Nino Vieira deveria ser julgado pelo seu envolvimento np tráfico de armas para os separatistas de Casamansa, e por crimes políticos e económicos relacionados aos seus mandatos presidenciais. Nino Vieira concordou com ser submetido a julgamento, mas somente após receber tratamento médico no exterior, após o que se comprometeu a voltar à Guiné-Bissau.
Num encontro de ministros dos negócios estrangeiros da CEDEAO realizado no Togo em Maio desse ano, a deposição de Nino Vieira foi condenada, e foram feitos pedidos para que lhe fosse permitido deixar a Guiné-Bissau. Foi igualmente decidido que as forças da ECOMOG seriam retiradas do país. As últimas tropas da ECOMOG deixaram a Guiné-Bissau no início de Junho.
Em Junho foi permitido a Nino Vieira sair da Guiné-Bissau para procurar tratamento médico em França. Sanhá referiu razões humanitárias para permitir a partida de Nino Vieira, mas reforçou que Nino regressaria para ser submetido a julgamento. No mesmo mês, Sanhá confirmou que eleições presidenciais e legislativas teriam lugar a 28 de Novembro. Em Julho foram introduzidas emendas constitucionais limitando os mandatos presidenciais a dois termos e abolindo a pena de morte. Foi também estipulado que as principais funções de Estado no país poderiam somente ser ocupadas por cidadãos da Guiné-Bissau nascidos de pais da mesma nação.
A 28 de Novembro de 1999 tiveram lugar eleições presidenciais e legislativas, com o Partido da Renovação Social (PRS), da oposição, conquistando 38 dos 102 lugares, tornando-o no maior partido representado na Assembleia Nacional Popular. O PAIGC, há muito no poder, conquistou 24 lugares. O candidato presidencial do PRS, Kumba Ialá, posicionou-se em primeiro, conquistando 38.81% dos votos. Num desempate realizado a 16 de Janeiro de 2000 Ialá derrotou com facilidade o Presidente em funções, Malam Bacai Sanhá, do PAIGC, conquistando 72% dos votos, vindo a tomar posse a 17 de Fevereiro de 2000.
Em 2002, com Nino Vieira ainda no exílio, Ansumane Mané foi morto pelos seus próprios camaradas da Junta Militar, acusado de tentativa de Golpe de Estado contra o Presidente Kumba Yala, relacionado à sua iniciativa de retirar patentes aos militares promovidos a Generais.
Embora as Juntas Militar e Governamental, como eram apelidadas as duas forças militares opostas, tenham feito calar as armas, e se removido das linhas de frente, a guerra pelas posições dentro das Forças Armadas nunca cessou até a morte de Nino Vieira, em 2009.
A Guerra de 7 de Junho permanece ainda, para muitos habitantes do país, como um marco devastador do tecido infraestrutural, económico e social da Guiné-Bissau.
Ao conflito seguiu-se um afastamento brutal da classe política e governativa, uma instabilidade quase crónica, pontuada por assassinatos de políticos e militares, e um empobrecimento generalizado da estrutura empresarial guineense, além do desequilíbrio e falta do poder de renda das famílias guineenses.